# Победата на вярата
„Победата на вярата“ (на немски: Der Sieg des Glaubens) е първият документален филм за честванията по случай ежегодните Нюрнбергски конгреси на Германската националсоциалистическа партия (NSDAP). Отразява тържествата от есента на 1933 година, т.е. в годината на идването на правителство начело с Адолф Хитлер на власт в страната. Филмът излиза по екраните в началото на следващата година, като е приет с ентусиазъм от членовете на нацистката партия като елементарна и в същото време убедителна пропагандна лента с цел нагледно представяне на партийните идеи на германския народ.
Филмът съдържа общо взето кадри на Хитлер с Ернст Рьом, който още в края на 1933 г. става враг на нацистката партия заради разногласия по въпроса за реформата в немската армия. По тази причина, след нощта на дългите ножове, хиляди кинокопия на „Победа на вярата“ са набързо иззети от прожекционите и внимателно изрязани кадрите с участието на бившия шеф на CA, така че, неговия образ да не дразни германската общественост.
През лятото на 1934 г. за ежегодния есенен конгрес на нацистката партия, Хитлер поставя нова цел: да се създаде нов, по-амбициозен и значим шедьовър на документалното пропагандно кино, а това е именно следващата продукция от знаменитата филмова тетралогия на Рифенщал - „Триумфът на волята“, излязъл по екраните през пролетта на 1935 г.
Близо 70 години се е смятало, че не е оцелял нито един оригинален екземпляр на „Победата на вярата“ (поради унищожаването им за пропагандни цели), но през 2003 г. (годината на кончината на Рифенщал) в Англия най-неочаквано за всички е открито неизвестно копие на оригинала на филма, което било оставено за съхранение в киноархив в началото на 1934 г. По тази причина през 2003 г. Рифенщал посещава Англия, за да получи едно копие на копието на своя оригинален филм.